# Toledonia succineaformis
Toledonia succineaformis är en snäckart som beskrevs av Powell 1955. Toledonia succineaformis ingår i släktet Toledonia och familjen Diaphanidae. Inga underarter finns listade i Catalogue of Life.